# Frank Michler Chapman
Frank Michler Chapman (Englewood (Nova Jersey), 12 de juny del 1864 - Nova York, 15 de novembre del 1945) fou un ornitòleg estatunidenc.
Estudià a l'Englewood Academy. El 1888 començà a treballar al Museu Americà d'Història Natural com a assistent de Joel Asaph Allen. El 1901 esdevingué conservador dels mamífers i ocells i el 1908 dels ocells.
Fou l'inventor del cens d'ocells nadalenc. Escrigué diversos llibres d'ornitologia, com ara Bird Life, Birds of Eastern North America, Bird Studies With a Camera i Life in an Air Castle. Per la seva obra Distribution of Bird-life in Colombia, el 1917 rebé la Medalla Daniel Giraud Elliot de l'Acadèmia Nacional de Ciències dels Estats Units.
Tingué un fill, Frank Chapman Jr., que es casà primer amb la dramaturga Elizabeth Cobb, amb qui tingué una filla, l'actriu Buff Cobb, i després de divorciar-se'n contragué matrimoni amb la mezzosoprano Gladys Swarthout.
Fou enterrat al cementiri de Brookside.

## Obres
Juntament amb diversos articles publicats en revistes científiques i altres revistes, com National Geographic, els llibres i reportatges que escrigué inclouen:
- 1895 – Handbook of Birds of Eastern North America
- 1898 – Bird-Life: A Guide to the Study of Our Common Birds
- 1900 – Bird Studies with a Camera
- 1901 - The revision of the genus Capromys
- 1903 – Color Key to North American Birds
- 1903 – The Economic Value of Birds to the State
- 1907 – Warblers of North America
- 1908 – Camps and Cruises of an Ornithologist
- 1910 – The Birds of the Vicinity of New York City: A guide to the Local Collection
- 1915 – The Travels of Birds
- 1917 – The Distribution of Bird-life in Colombia
- 1919 – Our Winter Birds
- 1921 – The Habit Groups of North American Birds
- 1921 – The Distribution of Bird Life in the Urubamba Valley of Peru. A report of the birds collected by the Yale University - National Geographic Society's expedition
- 1926 – The Distribution of Bird-life in Ecuador
- 1929 – My Tropical Air Castle
- 1931 – The Upper Zonal Bird-Life of Mts Roraima and Duida
- 1933 – Autobiography of a Bird-Lover
- 1934 – What Bird is That?
- 1938 – Life in an Air Castle: Nature Studies in the Tropics